# مات أندرسون (لاعب هوكي الجليد)
مات أندرسون (بالإنجليزية: Matt Anderson)‏ هو لاعب هوكي الجليد أمريكي، ولد في 31 أكتوبر 1982 في ويست إسليب في الولايات المتحدة.

## وصلات خارجية
- مات أندرسون على موقع دوري الهوكي الوطني (الإنجليزية)
- مات أندرسون على موقع قاعة مشاهير الهوكي (لاعب أن.إتش.أل) (الإنجليزية)
- مات أندرسون على موقع دوري الهوكي للقارات (الإنجليزية)
- مات أندرسون على موقع EliteProspects.com (الإنجليزية)
- مات أندرسون على موقع HockeyDB.com (الإنجليزية)
- مات أندرسون على موقع Hockey-Reference.com (الإنجليزية)